# Raciovitalisme
Raciovitalisme o filosofia de la raó vital (raciovitalismo o filosofía de la razón vital, en castellà), iniciat amb Ni vitalismo ni racionalismo (1924), van ser les expressions que va utilitzar Ortega y Gasset per la seva doctrina filosòfica.
En el pensament del filòsof madrileny s'accepten elements del vitalisme i del racionalisme, encara s'oposa al racionalisme grec i a qualsevol intenció d'absorbir l'un amb l'altre. En aquest sentit, tot i que rebutjava el racionalisme clàssic, no arribava fins a posicions irracionalistes.